# Mayangna
Le mayangna est une langue amérindienne de la famille des langues misumalpanes parlée au Nicaragua et au Honduras.

## Classification
Le mayangna est une des deux langues, avec l'ulwa, qui constituent le groupe sumu (en) des langues misumalpanes.
Le mayangna est parlé par plusieurs groupes sumu (ou sumo), les Tawahka au Honduras, et les Twahka et Panamahka au Nicaragua.